# Die erste Liebe (nach 19 vergeblichen Versuchen)
Die erste Liebe [nach 19 vergeblichen Versuchen] (englischer Originaltitel An Abundance of Katherines) ist ein Roman des US-amerikanischen Schriftstellers John Green. Der Jugendroman erschien 2006 bei Dutton Penguin und 2008 in der deutschen Übersetzung von Sophie Zeitz beim Carl Hanser Verlag.
Das Buch handelt von dem siebzehnjährigen Wunderkind Colin Singleton, der, nachdem er seinen Highschool-Abschluss gemacht und zum neunzehnten Mal von einem Mädchen namens Katherine verlassen worden ist, von seinem einzigen Freund Hassan zu einer Reise durch die USA gedrängt wird, um die Trennung zu überwinden.

## Aufbau und Handlung
Green wählt eine auktoriale Erzählsituation, um dem Leser Colins Gedanken und Gefühle besser vermitteln zu können und Empathie für die Hauptfigur zu wecken. Das Buch ist in 20 Kapitel gegliedert und enthält einen Anhang von Daniel Biss, der einige der komplexeren Gleichungen erklärt, die der Protagonist Colin nutzt. Die zahlreichen Fußnoten sind ein wesentlicher Bestandteil des Verstehens von Colins Gehirn und dessen Funktionsweise. Außerdem erklären sie tradierte Wortspiele und Rituale zwischen Hassan und Colin.
Erzählt wird die Geschichte von Colin ab dem Zeitpunkt seiner Highschool-Entlassung, die sich mit Rückblicken auf Begebenheiten in seiner Vergangenheit und seine Beziehungen zu den verschiedenen Katherines abwechselt. Außerdem wird die Beziehung der beiden Hauptfiguren Colin und Hassan beschrieben, die trotz ihrer Gegensätzlichkeiten eine beständige Freundschaft verbindet.

### Inhalt
Die Romanhandlung beginnt Anfang Juni am Morgen nach Colins Highschool-Abschluss zu Beginn der Sommerferien, nachdem Katherine Nr. 19 ihn verlassen hat. Colin verbringt den Tag damit, in dumpfer Verzweiflung über den Verlust seiner Freundin sein Abschlussjahrbuch zu lesen. In Kapitel 2 tritt Hassan am Abend des Tages in die Handlung ein und reißt Colin mit seinen respektlosen Bemerkungen aus seiner Erstarrung. Kapitel 3 beschreibt den Abschied der beiden Jungen von ihren Eltern, bevor sie von ihrer Heimatstadt Chicago mit Colins Oldsmobile zu einer Reise Richtung Süden aufbrechen. Während Colins Eltern ihn ohne weiteres fahren lassen, bedarf es bei Hassans Eltern einiger Überredung und der Zusicherung, einen Ferienjob zu übernehmen. Gegen Mittag des folgenden Tages verlassen sie den Highway in Carver County, Tennessee, zur Besichtigung des angeblichen Grabes von Erzherzog Franz Ferdinand im 25 km entfernten Gutshot. Mit der dortigen jungen Gemischtwarenladen-Bedienung und Touristenführerin Lindsay Lee Wells machen sie sich auf den Weg zum Grab, als Colin stürzt und sich die Stirn aufschlägt. Während er wieder zu sich kommt, hat er das von ihm lang herbeigesehnte Heureka-Erlebnis und notiert eine komplexe Formel zu seinem Theorem über die Vorhersehbarkeit von Katherines. Außerdem treffen sie auf Lindseys Clique, darunter ihren Freund, der ebenfalls Colin heißt und ein Mädchen namens Katrina.
Zurück am Laden bietet Lindseys Mutter Hollis, die Colin als den Gewinner einer TV-Wissensshow für Kinder wiedererkennt, beiden einen Ferienjob mit freier Kost und Logis in ihrer Villa für ihr Oral-History-Projekt an, um alle Einwohner zur Stadtgeschichte zu interviewen. Mit Lindseys Unterstützung führen sie in den nächsten Tagen die ersten Interviews. Die Abende verbringen die drei Jugendlichen ab da gemeinsam und freunden sich miteinander an. Daneben arbeitet Colin weiter an seinem Theorem, verzweifelt aber daran, dass er es nicht wie gedacht für alle Beziehungen herleiten kann, doch Lindsey hindert ihn am Verbrennen seines Notizbuches, weil sie es erst lesen möchte. Am Samstagabend bleibt Colin in der Villa, während Hassan und Lindsey sich mit ihrer Clique treffen. Colin versucht sein Leben weitgehend wie immer zu strukturieren, während Hassan mit den anderen Jugendlichen Abenteuer erleben will. Die nächsten Tage vergehen mit weiteren Interviews in der Fabrik. Lindsey eröffnet ihm, dass sein Theorem nicht funktioniert, weil er zu wenige Variablen berücksichtigt, wie Alter und Anziehungskraft. Zusammen ergänzen sie die Formel.
Nach fast drei Wochen in Gutshot beginnen Colin und Hassan, sich zu entfremden. Hassan verbringt den Abend, wie bereits den Vorabend, mit Lindseys Freunden. Als er spät zurückkehrt, erzählt er Colin von seinem ersten Kuss mit Lindseys Freundin Katrina und ihrem Date am nächsten Tag. Colin reagiert gereizt und unfreundlich. Die Situation eskaliert am nächsten Abend, als Colin sagt, er habe es satt, mit Hassan nur befreundet zu sein, damit dieser sich über ihn lustig machen könne. Hassan wirft ihm vor, dass er sich stets um Colin gekümmert habe, wenn dieser Liebeskummer hatte, dieser ihn aber umgekehrt nie nach seinen Problemen gefragt habe und keine Zeit mehr für ihn gehabt habe, sobald er wieder mit einer Katherine zusammen war. Durch Verständnis für den anderen können sie ihren Streit schließlich beilegen. Hassan zuliebe nimmt Colin eine Einladung von Lindseys Freund zu einem Jagdausflug mit der ganzen Clique an. Lindsey bringt ihm heimlich das Schießen bei und nimmt ihn mit zu ihrer geheimen Höhle im Wald.
Bei der Schweinejagd am nächsten Morgen vertreibt Colin, als Hassan und er allein im Wald sind, mit einem Schuss ein Wildschwein, trifft aber dabei ein Hornissennest. Auf der Flucht irren sie mehrere Stunden durch den Wald. Als sie am Grab des Erzherzogs aus dem Wald kommen, überraschen sie Hassans Freundin Katrina und Lindseys Freund Colin beim Sex. Dieser verbietet ihnen, darüber zu sprechen. Heimlich nimmt Colin den Wortwechsel mit dem Aufnahmegerät von seinen Interviews auf. Beim anschließenden Lagerfeuer mit der ganzen Clique spielt Colin das Geständnis ab. Es kommt zu einer Prügelei, bei der sich die anderen Jungen auf die Seite von Hassan und Colin stellen. Lindsey leistet anschließend beiden Erste Hilfe. Am darauffolgenden Montag, der 22. Tag in Gutshot, stellt Colin sein Theorem fertig, Hassan meldet sich für den Herbst an der Uni an und Lindsey ist fast erleichtert, mit Colin Schluss gemacht zu haben. Am Donnerstag fahren sie zu dritt nach Memphis zum Zweitwerk der Fabrik, um herauszufinden, warum Hollis so in Geldnot ist, dass sie etwas von ihrem Land verkaufen will. Es stellt sich heraus, dass es nur für ein Viertel der Produktion Abnehmer gibt und Hollis den Rest vernichten lässt, um in Gutshot keine Arbeiter entlassen zu müssen. Am Abend trifft Colin Lindsey in der Höhle. Er hat inzwischen herausgefunden, dass es sich bei dem Grab um das ihres Urgroßvaters handelt. Colin erzählt Lindsey die Geschichte aller 19 Katherines. Von diesem Abend an sind sie ein Paar. Zurück in der Villa setzt Colin sich und Lindsey in die Formel ein, die ein Ende ihrer frischen Beziehung am vierten Tag berechnet. Der Zeitpunkt verstreicht, und schließlich findet er den gravierenden Fehler: Die Formel kann nur die Vergangenheit darstellen, aber nicht die Zukunft berechnen, die sich unendlich, unkenntlich und wunderschön vor ihm ausdehnt.

### Hauptfiguren
Der siebzehnjährige Colin Singleton ist in Chicago als Sohn einer Französischlehrerin und eines Soziologieprofessors aufgewachsen und hat einen IQ von über 200. Er ist mager, knapp 1,90 m groß, grünäugig, mit braunen Locken, die er als Afro trägt, Halbjude und gilt als Wunderkind. Mit zwei Jahren hatte er sich selbst das Lesen beigebracht. Sein Vater vermittelt ihm, dass aus einem Wunderkind bei entsprechender Förderung und Wissensaneignung ein Genie werden könne. Schon seit dem Alter von vier Jahren wünscht er sich, eine „bedeutende“ Entdeckung zu machen, die er als „Heureka-Erlebnis“ bezeichnet. Von Kindheit an lernt er Sprachen und Fakten zu verschiedensten Themen auswendig und liest täglich 400 Seiten. Er spricht elf Sprachen fließend, darunter arabisch, japanisch, Latein, griechisch und russisch und bildet zum Zeitvertreib Anagramme im Kopf. Er trinkt keinen Alkohol, nimmt keine Drogen und raucht nicht.
Sein größtes Bedürfnis ist es, von seiner Freundin geliebt zu werden und nicht einsam zu sein. Daneben fürchtet er ständig, nichts Außergewöhnliches mehr zu sein und sein Leben wie alle anderen in Mittelmäßigkeit zu verbringen, da er seine bisherigen Fähigkeiten hauptsächlich durch ständiges Üben, Fleiß und Auswendiglernen geschult hat, aber keine eigenständige geniale Idee hat. Darum und um zukünftige Enttäuschungen zu vermeiden, versucht er eine mathematische Formel zu entwickeln, die die Wahrscheinlichkeit, in einer Beziehung verlassen zu werden, berechenbar macht. Zugrundeliegend ist seine Annahme, dass sich alle Personen entweder dem Typus der Sitzenlasser oder der Sitzengelassenen zuordnen lassen. Zu den Gleichaltrigen an seiner Schule hat er ein durch früher erduldetes Mobbing und Ausgrenzung nur distanziertes und oberflächliches Verhältnis, außer zu seinem besten Freund Hassan.
Hassan Harbish ist ein schlauer, dicklicher, achtzehnjähriger Junge libanesischer Abstammung, der zehn Jahre zuhause durch einen Privatlehrer unterrichtet worden war, bevor er in die 10. Klasse an Colins Schule kam und sich mit ihm im gemeinsamen Mathematikkurs anfreundet, den Colin besuchen darf, obwohl er erst in der 9. Klasse ist. Er macht ein Jahr vor Colin seinen Highschool-Abschluss und legt seitdem trotz Zusage einer Universität eine „Pause“ ein. Sunnitischer Moslem, aber selbst nicht besonders streng in der Einhaltung religiöser Gebote, versucht er Colin ab und an aus Spaß zum Islam zu konvertieren. Dennoch hält er sich an bestimmte religiöse Vorschriften, die ihm wichtig sind, wie nicht zu lügen, kein Sex vor der Ehe und seine täglichen Gebete.
Lindsay Lee Wells ist ein siebzehnjähriges braunäugiges, braunhaariges dünnes Mädchen, Methodistin und Paramedic in Ausbildung, das im Örtchen Gutshot den Laden betreut und die Touristenführungen zum Grab von Erzherzog Franz Ferdinand macht. Ihr erster und bisheriger Freund heißt wie der Protagonist der Geschichte Colin. Sie lebt in einer Villa bei ihrer Mutter, der eine örtliche Textilfabrik gehört, die Tamponfäden herstellt. Lindsey wird von ihrer Mutter gedrängt, zur Universität zu gehen, möchte aber ihren Heimatort nicht verlassen. Bis zum Auftauchen von Colin und Hassan passt sie ihr Verhalten den Erwartungen ihres Gegenübers an, vor allem ihrem Freund Colin gegenüber.

### Beziehung zu den Katherines
Stellvertretend für alle 19 Beziehungen werden die erste und bislang letzte 19. beschrieben. In allen Beziehungen überlässt Colin den Katherines den ersten Schritt, um die Gefahr, zurückgewiesen zu werden, zu minimieren. Seine Beziehungen laufen alle nach dem gleichen Schema ab, denn die Katherines trennen sich von ihm, weil sie einfach aufhörten, in ihn verliebt zu sein. So verbindet sich seine Angst, nicht besonders oder wichtig genug zu sein, mit der Befürchtung, verlassen zu werden.
Mit acht Jahren gilt Colin als „sozial auffällig“ und darf bis auf drei Schulstunden pro Tag die Zeit mit seinem Tutor Keith Carter, einem Freund seines Vaters und Psychologieprofessor, verbringen, der ihn lernen lässt, was er möchte. Die Bekanntschaft mit dessen Tochter begründet seine Fixierung auf Mädchen mit dem Namen Katherine. Katherine I ist ein blondes achtjähriges Mädchen, acht Monate älter als Colin, das ihn kurz nach Beginn des dritten Schuljahres fragt, ob er mit ihr gehen wolle, und ihn küsst, als sie bei den Singletons zu Besuch sind. Minuten später teilt sie ihm mit, dass sie Schluss mache. Damit wird sie rückblickend für Colin zum Archetypus des Katherine-Phänomens. Als er in der 11. Klasse ist, trifft er sie wieder, weil sie ihn um Nachhilfestunden bittet, nachdem er in einer Fernsehspielshow für begabte Kinder 10.000 Dollar gewonnen hat. Sie freunden sich erneut an, und so wird aus Katherine I zugleich Katherine XIX, die sich am Tag ihrer beider Highschool-Abschlüsse nach knapp zwölf Monaten von Colin wieder trennt. Sie kann Colins Befürchtung, kein Wunderkind mehr zu sein, nicht nachvollziehen. Mit Katherine XIX wird das bisherige Schema durchbrochen, denn als er in Gutshot eine weitere Katherine trifft, löst sie aufgrund seines Trennungsschmerzes keinerlei Interesse bei ihm aus.

## Symbolik
Der erwähnte Erzherzog, Franz Ferdinand von Österreich-Este, wurde bei einem Attentat in Sarajewo durch einen Bauchschuss getötet. Durch Colins Schmerz, als er von Katherine XIX verlassen wird und den er als Reißen in der Magengegend, nagendes Loch im Bauch und das Gefühl, ihm fehle ein Stück aus den Eingeweiden definiert, kreisen seine Gedanken zu Beginn der Reise durch das nächtliche Indianapolis um den Erzherzog, der Colins Empfinden als reale tödliche Verletzung erlitten hat. Die Hinweistafel zum Grab des Erzherzogs am Highway führt Colin und Hassan nach Gutshot (deutsch: Bauchschuss) zu Lindsey, die mit ihnen sein angebliches Grab besucht. Ferdinand wird zum Symbol dessen, was für Colin am meisten zählt, nämlich Ruhm, und er erkennt, dass die Berühmtheit nicht immer von den Leistungen der Person abhängt, denn der Erzherzog wurde berühmt, weil er getötet wurde, nicht aufgrund eigenständiger Leistung. Der Name Franz Ferdinand ist überdies ein Anagramm des Namens von Lindseys Großvater Fred N. Dinzanfar. 

## Rezeption
Das Schweizerische Institut für Kinder- und Jugendmedien befindet, dass „John Green mit viel Humor und noch mehr Fussnoten deutlich macht“, dass „die ganzen Bücher, die er gelesen hat, die ganzen Fakten, die er auswendig kann“, Colin in der realen Situation nicht weiterhelfen, bis er das lernt, was „ihm immer gefehlt hat: Erzählen – sich selbst immer neu erfinden, die eigene Geschichte immer wieder umschreiben“. Die Fachstelle für Gleichstellung der Stadt Zürich und das SIKJM listet das Buch unter den empfehlenswerten Kinder- und Jugendbüchern: „Die rezensierten Bücher zeichnen ein differenziertes Geschlechterbild und zeigen Mädchen und Buben frei von Rollenklischees“.
Green sei die „Bissige, verschroben-witzige, gelegentlich herrlich absurde Betrachtung des Innenlebens eines jugendlichen Exzentrikers“ und „ein fantastischer nerdiger Coming-of-Age-Road-Trip“ gelungen, urteilen Stiftung Lesen und The Guardian.
„Neben der offensichtlichen Handlung birgt die Geschichte einen tieferen Sinn und transportiert wichtige Botschaften über das Sich-Einfügen und den Versuch, Logik in allem zu sehen. (…) Green versteht Heranwachsende, vor allem diejenigen, die nerdig und sozial ungeschickt sind. Das gibt dem Buch einen freundlichen Ton, was großartig ist. Einen großen Teil dieses Buches nimmt das Theorem über die Vorhersehbarkeit von Katherines ein, (…) das nur als Hilfsmittel fungiert, (…) um Colin zu seiner endgültigen Schlussfolgerung gelangen zu lassen: ‚Die Zukunft ist unberechenbar.‘“ (The Guardian)

## Auszeichnungen
- 2009: nominiert für den Preis der Jury der Jungen Leser, Literaturhaus Wien
- 2008: Buch des Monats August Institut für Jugendliteratur, Wien
- 2007: Ehrenpreis des Michael L. Printz Award[28]
- 2007: ALA Best Books for Young Adults der besten Jugendbücher der American Library Association[29]
- 2006: Finalist zum Los Angeles Times Book Prize
- 2006: Horn Book Fanfare – Best Books of the Year[30]
- 2006: Best Book of the Year von Kirkus Reviews[31]